# Pembroke College (Cambridge)
Pour les articles homonymes, voir Pembroke College.
Pembroke College est l'un des 31 collèges de l'université de Cambridge au Royaume-Uni. Fondé en 1347, il est jumelé avec The Queen's College (Oxford).
C'est à Pembroke que se trouve la première chapelle conçue par Sir Christopher Wren. Ce collège universitaire est l'un des six collèges de Cambridge à avoir formé un Premier ministre : en l'occurrence, William Pitt le Jeune. La bibliothèque universitaire, qui occupe une tour néo-gothique d'époque victorienne, conserve un exemplaire original de la première encyclopédie imprimée et illustrée.
Le College est réputé pour ses résultats académiques au sein de l’université.

## Histoire
La fondatrice de cet établissement est la comtesse de Pembroke Marie de Châtillon-Saint-Pol. La veille de Noël 1347, le roi Édouard III lui en accorde l'autorisation. Le Hall of Valence Mary (Custos & Scolares Aule Valence Marie in Cantebrigg), comme on l'a d'abord appelé, est destiné à accueillir en priorité des étudiants venus de France qui ont déjà étudié ailleurs qu'à Cambridge, mais en Angleterre. Les statuts font également un devoir aux étudiants de dénoncer ceux d'entre eux qui s'adonnent aux beuveries ou au stupre. La comtesse Marie s'occupe activement de l'administration de ce collège pendant encore trente ans, jusqu'à sa mort en 1377. Elle paraît avoir été inflexible sur la discipline : des peines sévères sont prévues pour l'inconduite des étudiants, qui doivent en outre s'engager à éteindre leurs dettes au plus tard quinze jours après la fin du trimestre. Les cérémonies de remises de diplôme limitent le nombre de participants.
Par la suite, l'institution prend le nom de Pembroke Hall, et finalement de Pembroke College en 1856. En 2015, le collège bénéficie d'une donation de 34 millions de livres de la part de l'inventeur américain Ray Dolby, ancien étudiant de Pembroke : c'est l'une des plus importantes donations de toute l'histoire de Cambridge.

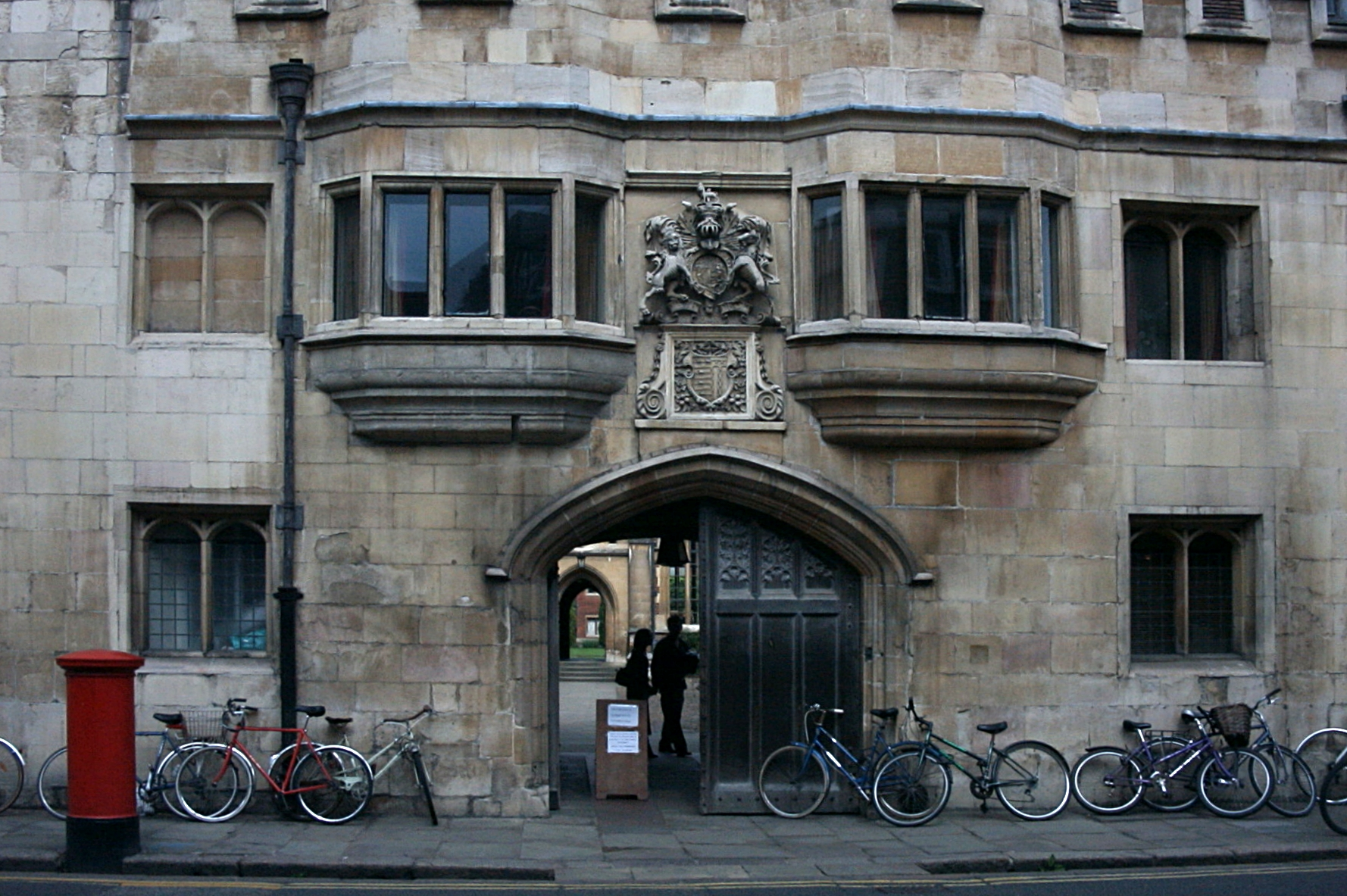
La porte principale est la plus vieille de Cambridge (XIVe siècle)
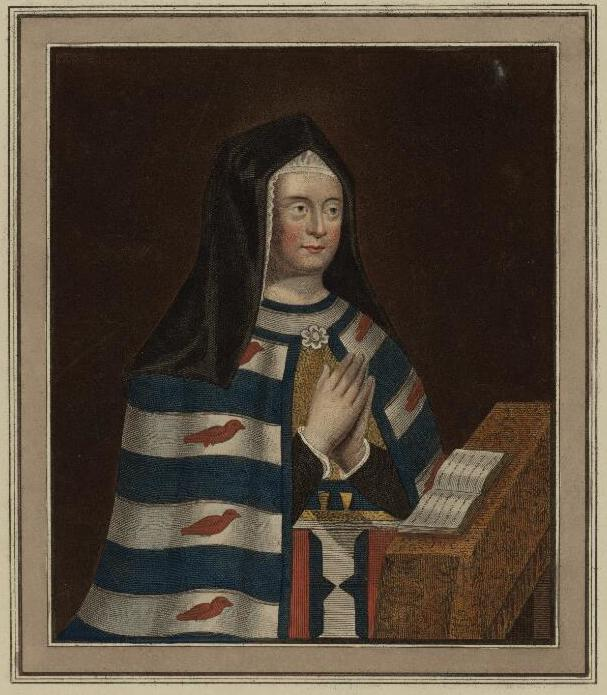
Portrait de Marie de St Pol, fondatrice du Pembroke College
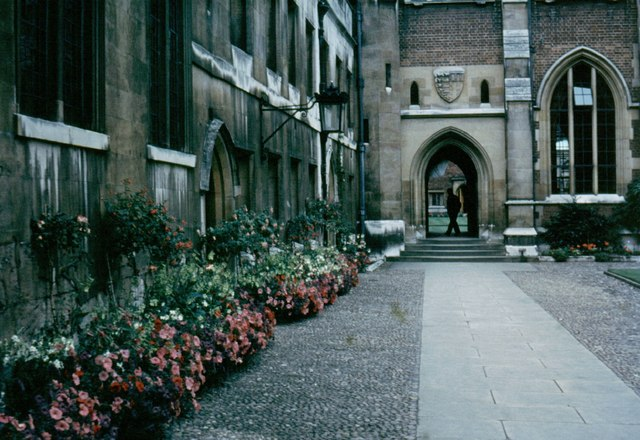
Aperçu de la cour intérieure

## Personnalités
Parmi les anciens élèves du Pembroke College on dénombre, entre autres, des prix Nobels (William Fowler, John Sulston, Rodney Porter), des mathématiciens (dont George Gabriel Stokes), des poètes (Edmund Spencer, Ted Hughes), des chefs d’état et hommes politiques (William Pitt, Rab Butler, Chris Smith, Alexander Grantham, George Maxwell Richards, Jo Cox, Abba Eban), des acteurs (Tom Hiddleston, Naomi Harris, Eric Idle), le cinéaste Humphrey Jennings, l’économiste John Neville Keynes, le philosophe D. H. Mellor, le compositeur David Munrow, des sportifs tel le double champion olympique Douglas Lowe ainsi que de nombreux chercheurs, journalistes et explorateurs.

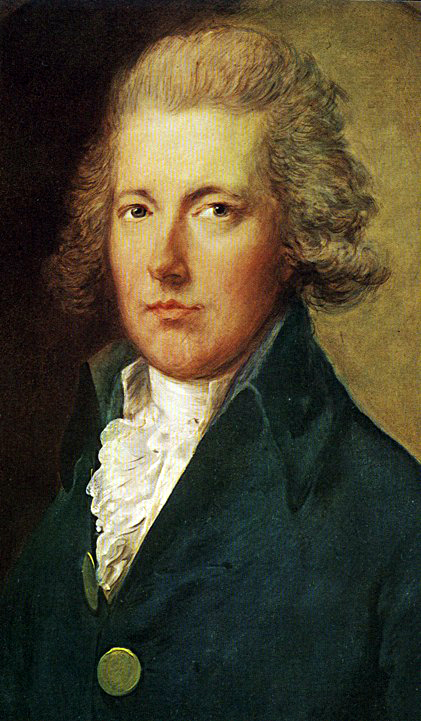
William Pitt, le plus jeune premier ministre du Royaume-Uni
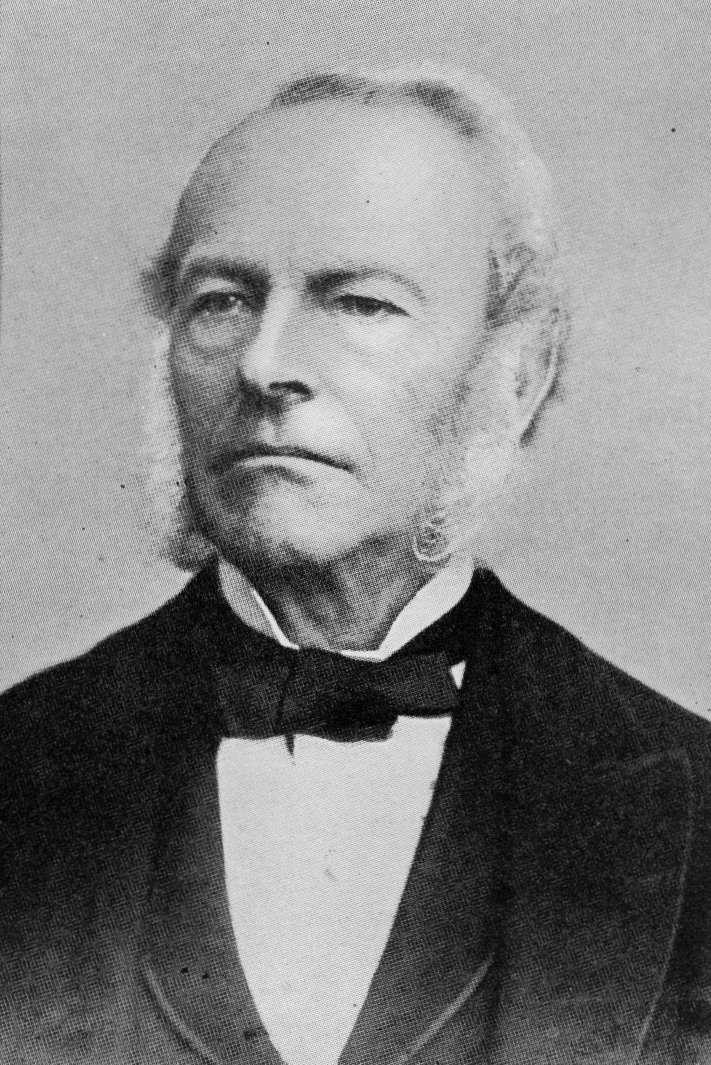
George Gabriel Stokes, mathématicien
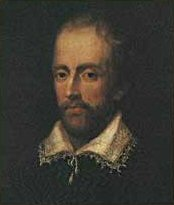
Edmund Spenser, poète Anglais auteur du poème épique La Reine des fées
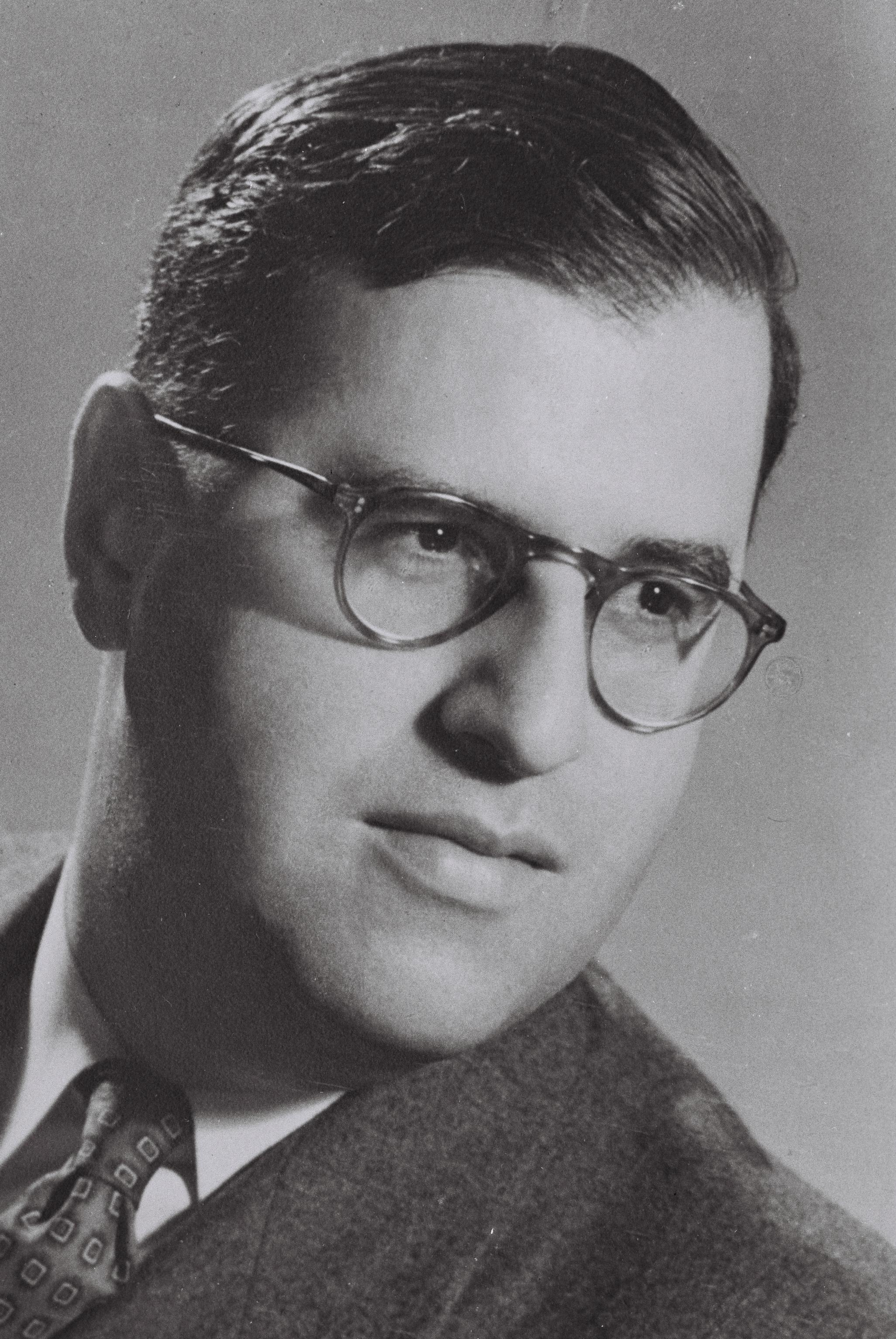
Abba Eban, Ministre Israélien des Affaires étrangères, diplomate
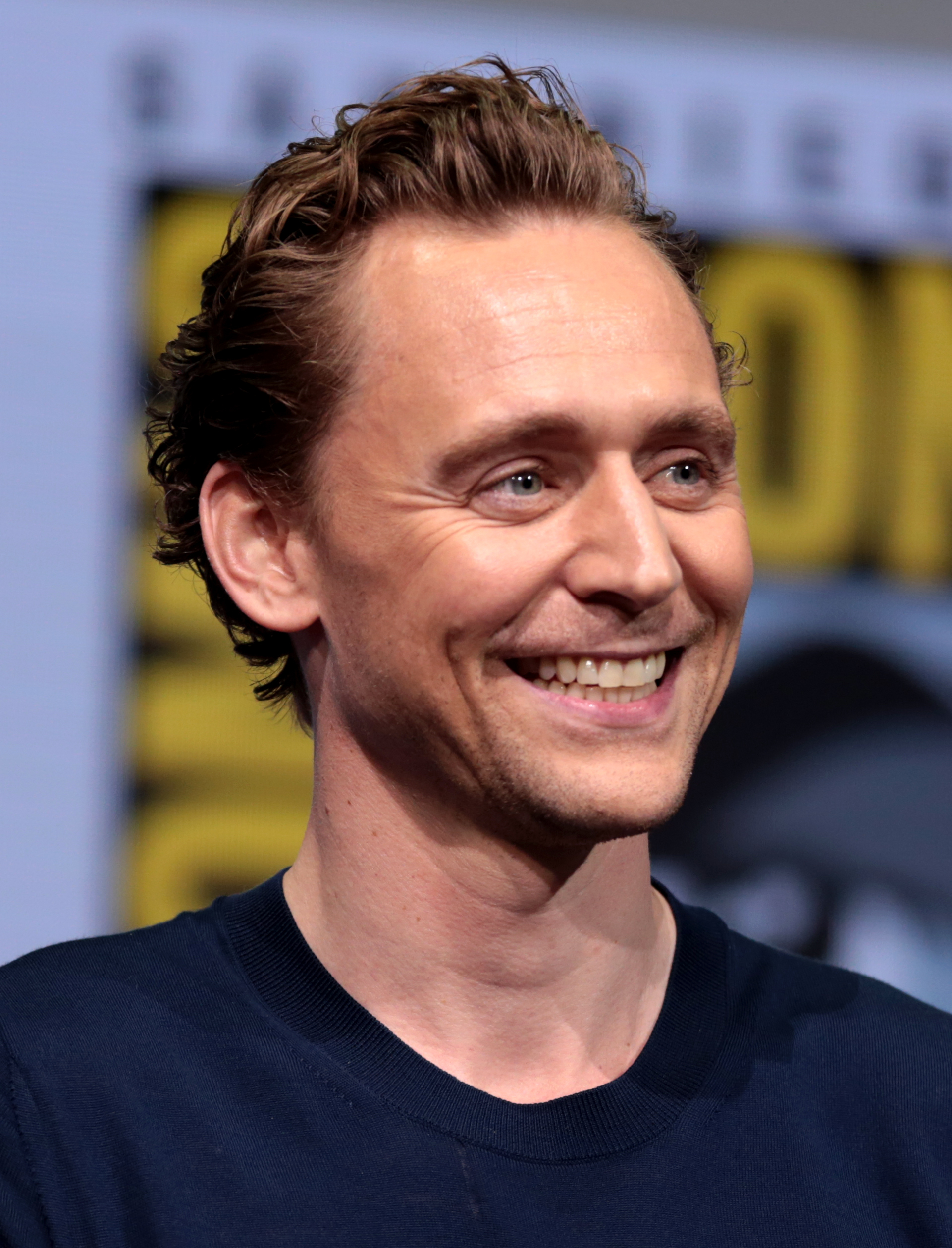
Tom Hiddleston, acteur britannique